# تراحب (السدة)

تعديل مصدري - تعديل

تراحب محلة تابعة لقرية دار التويتي، التابعة لعزلة التويتي بمديرية السدة إحدى مديريات محافظة إب في الجمهورية اليمنية.، بلغ تعداد سكانها 55 حسب تعداد اليمن لعام 2004.